# Castell de Prats de Balaguer

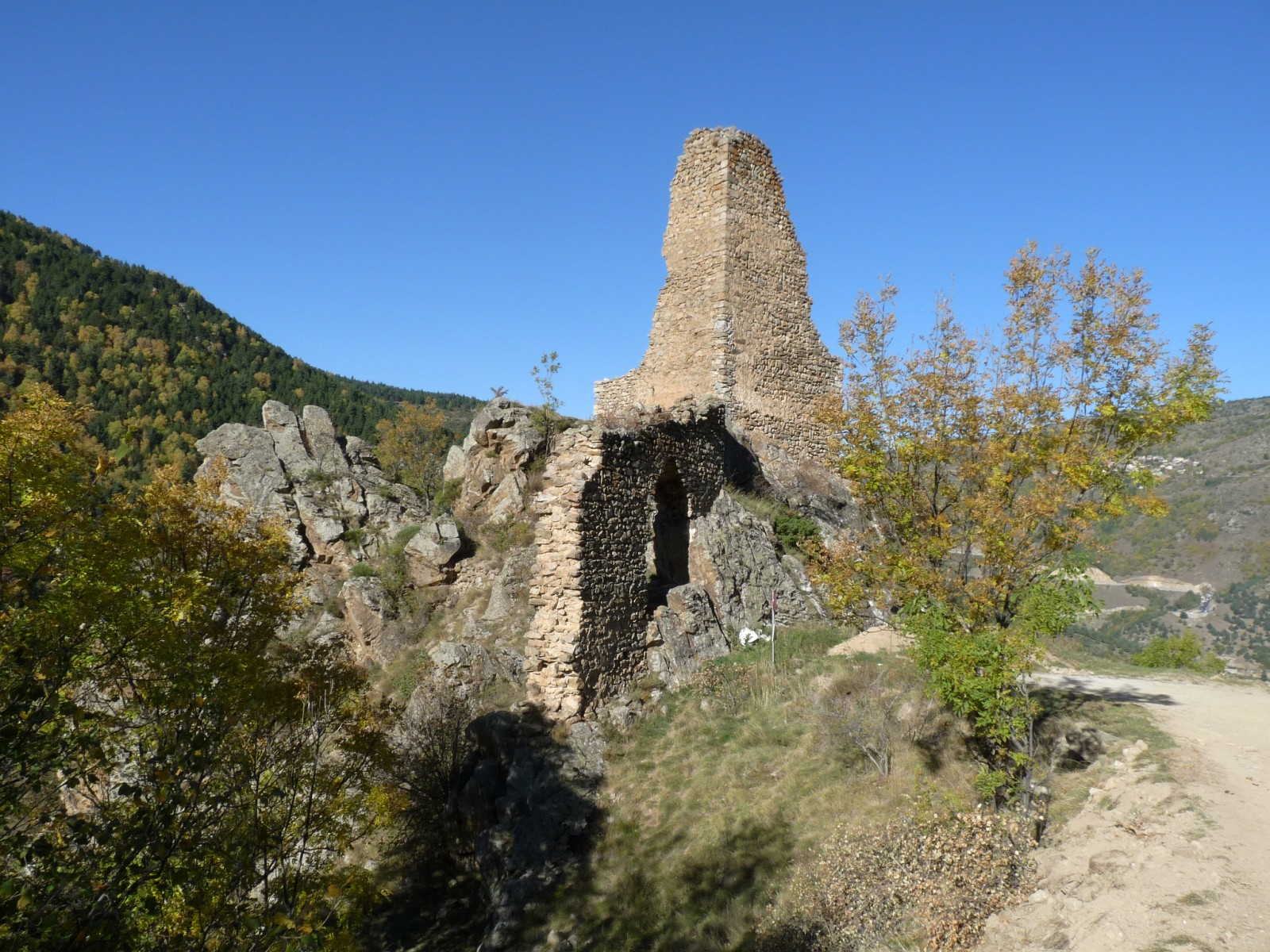
Les restes del castell

El Castell de Prats de Balaguer és una edificació defensiva medieval del poble de Prats de Balaguer, de la comuna de Fontpedrosa, a la comarca del Conflent, de la Catalunya del Nord.
És al sud del poble de Prats de Balaguer, a la partida encara denominada el Castell. És damunt d'un esperó rocós que s'alça a la dreta de la Riberola, uns 400 metres al sud del poble de Prats de Balaguer.

## Història

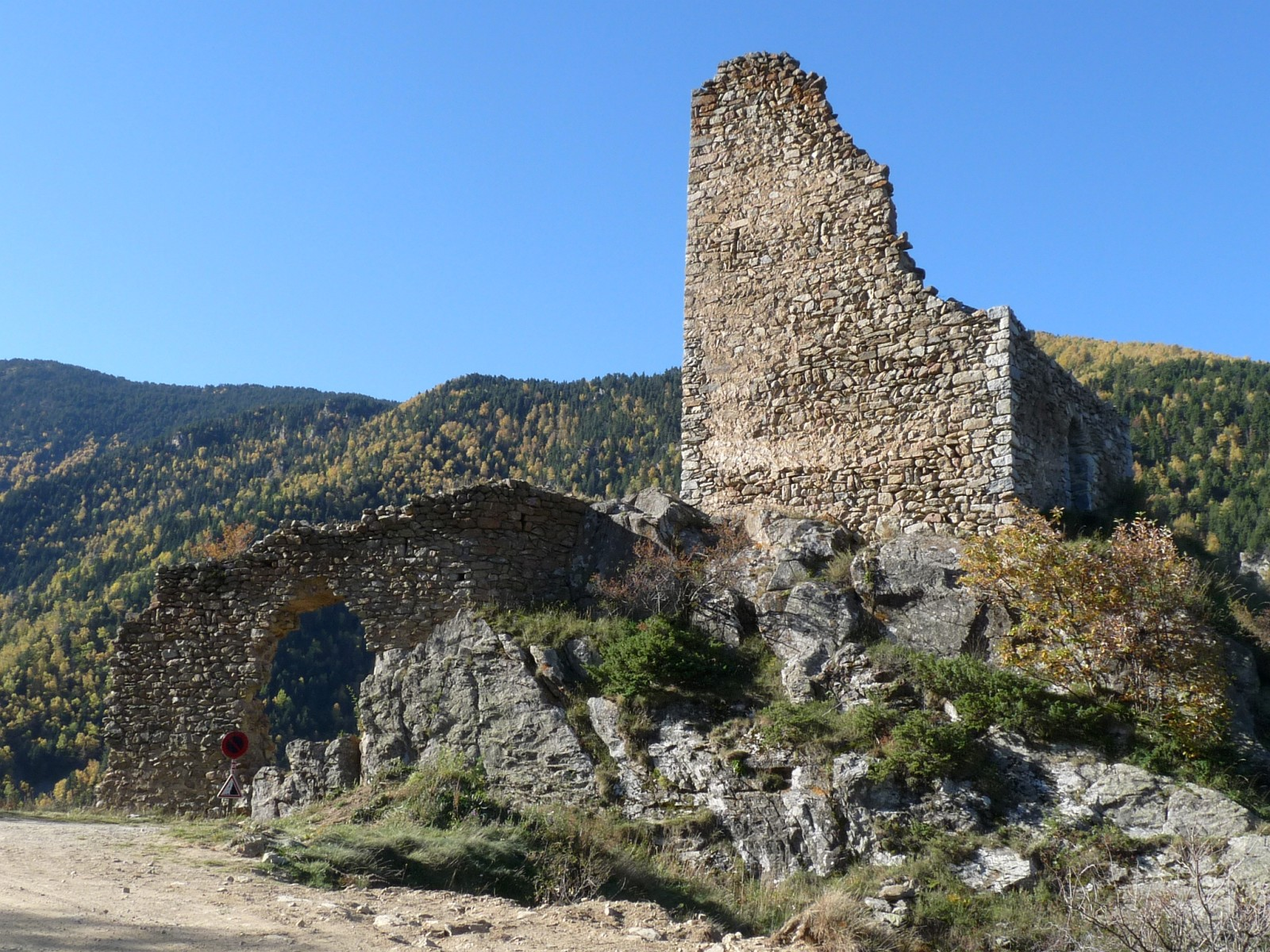
La torre i el mur de tancament

Des del 962, almenys, i fins a la fi de l'Antic Règim, el castell i el territori de Prats de Balaguer foren possessió de l'abadia de Sant Miquel de Cuixà. Anteriorment, almenys des del 854-855, a més, la villa Balagari fou possessió de Sant Andreu d'Eixalada, el monestir antecessor del de Cuixà. L'any 962, la comtessa Ava llegava a Sant Miquel de Cuixà els seus béns in valle Confluente, in locum quem dicunt Pratos, vel in valle Balagaria. En el document on es reflecteix aquest llegat, i pels topònims esmentats, es veu que els termes d'aquella vall de Balaguer pràcticament coincideixen amb el terme actual de Fontpedrosa. Tanmateix, no és fins al 1267 que surt esmentat el castell: villa et castrum de Pratis de Balagerio.

## Les restes del castell
El castell constava d'un recinte dins del qual es trobava la torre de l'homenatge, quadrada, de 7,4 metres a l'exterior. Un mur que s'anava adaptant al terreny tancava el clos del castell. Es conserven fins a uns 9 metres d'alçada els murs de llevant i de migdia (l'angle és el punt de més alçada conservat). El mur de ponent només fa 1,5 m, actualment. Un mur d'un gruix d'1,3 m, amb una porta, es conserva a l'angle sud-est de la torre, que continua cap al sud. Arriba a uns 3 metres d'alçada, i assoleix uns 13 de llargària. Restes més petites dels altres murs de tancament es troben a l'entorn de la torre. Pel conjunt dels aparells, es pot datar aquest castell en el segle xiii.